# Olmedilla de Eliz
Olmedilla de Eliz – gmina w Hiszpanii, w prowincji Cuenca, w Kastylii-La Mancha, o powierzchni 13,31 km². W 2011 roku gmina liczyła 22 mieszkańców.